# Staritsa
Staritsa (Russisch: Старица) is een stad in de Russische oblast Tver. De stad ligt aan de Wolga, aan de oostelijke uitlopers van de Waldajhoogte. De afstand naar Tver is 77 kilometer. Het aantal inwoners is 8.116. Staritsa is tevens het centrum van het gelijknamige bestuurlijke rayon.
De geschiedenis van Staritsa gaat terug tot 1297. De stad heette Gorodok (kleine stad). In 1365 werd de stad verplaatst naar de andere oever en ging toen Novy Gorodok heten. In 1485 werd Staritsa ingelijfd bij Moskou. Sinds de 15e eeuw heet de stad Staritsa, Russisch voor 'oude rivierbedding'. De heraldist die belast was met het ontwerpen van het wapen kende deze betekenis niet, en dacht aan de andere betekenis van het woord, 'oude non'. Dit is op het wapen te zien. Staritsa maakte door de eeuwen heen een bloei door; veel kerken en andere stenen gebouwen zijn hier getuige van. In 1775 werd Staritsa hoofdstad van een oejezd.
Staritsa is onder speleologen bekend om haar kalksteengrotten. Veel gebouwen in de stad zijn dan ook daarvan gemaakt. Er bevindt zich een aantal verlaten groeven uit de 19e eeuw. Deze lijden enigszins aan verwaarlozing en vandalisme. Men tracht de groeven tot monument te laten verklaren, maar tot nu toe zonder succes.

## Demografie
| 1856  | 1897  | 1913  | 1926  | 1931  | 1939  | 1959  | 1970  | 1979  | 1989  | 2002  | 2010  | 2015  |
| ----- | ----- | ----- | ----- | ----- | ----- | ----- | ----- | ----- | ----- | ----- | ----- | ----- |
| 3.444 | 6.368 | 6.700 | 3.400 | 2.700 | 4.500 | 4.905 | 6.244 | 7.518 | 9.120 | 9.125 | 8.607 | 8.116 |

## Galerij

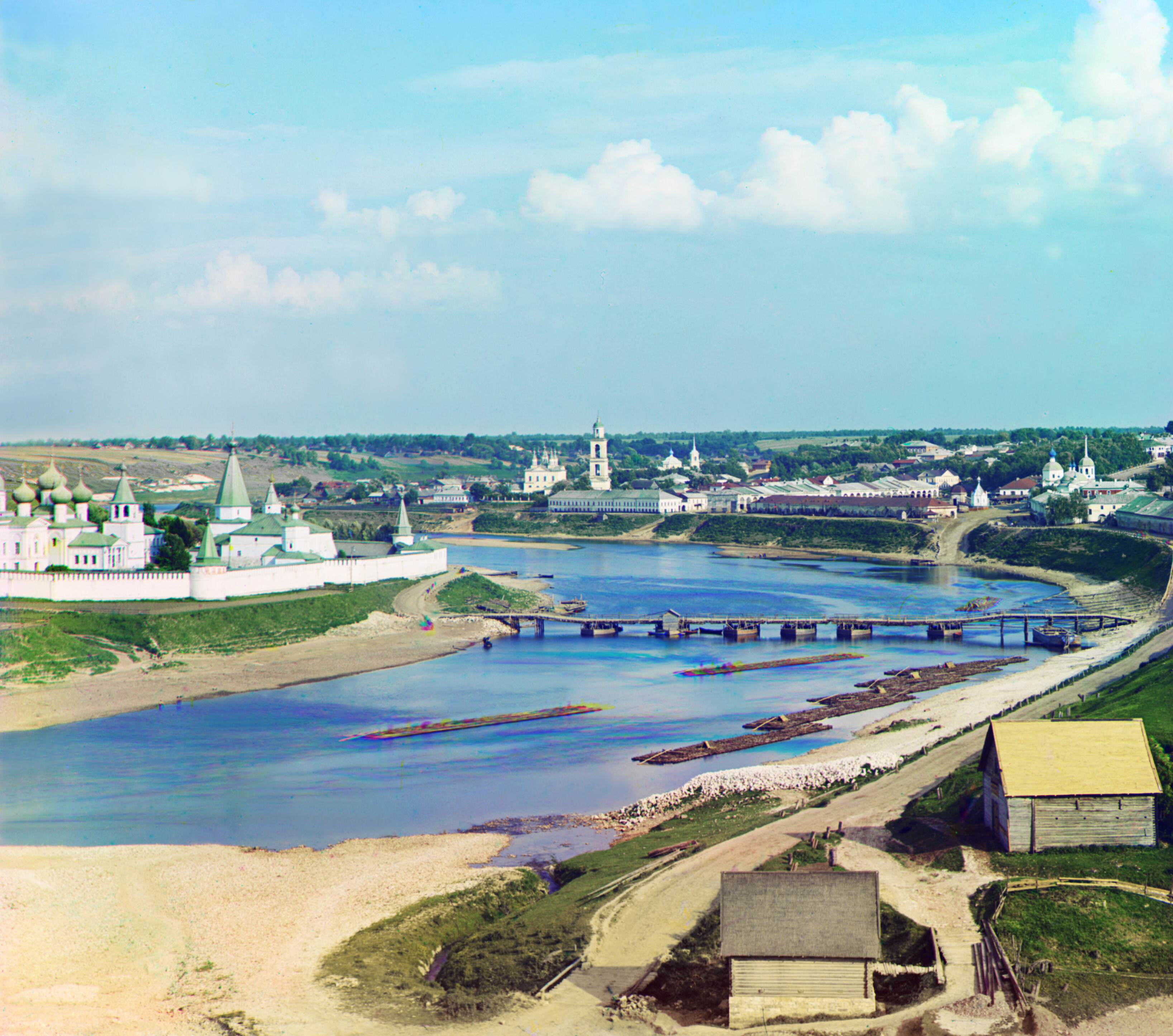
Staritsa in 1912
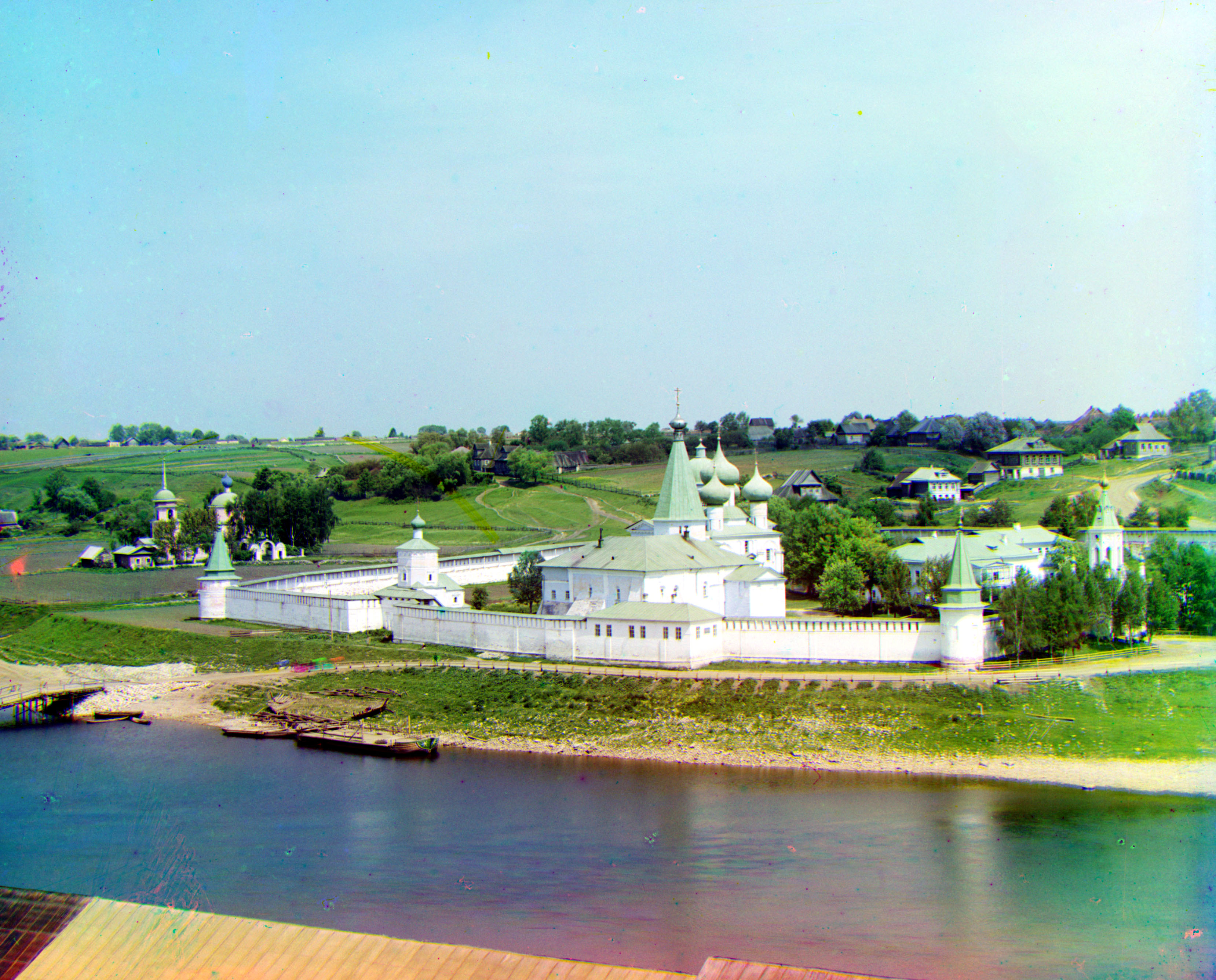
Het klooster in 1910
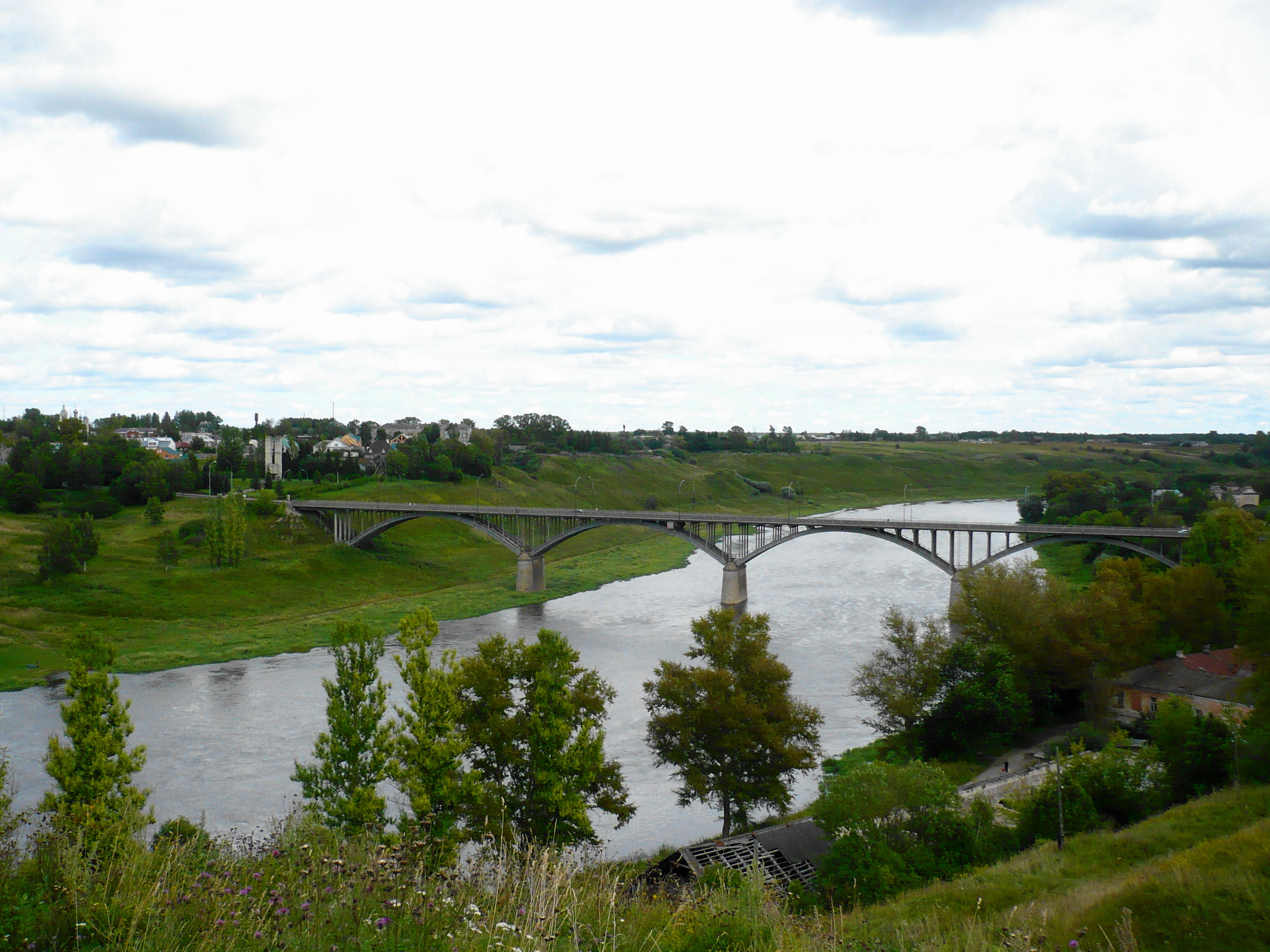
Een brug over de Wolga
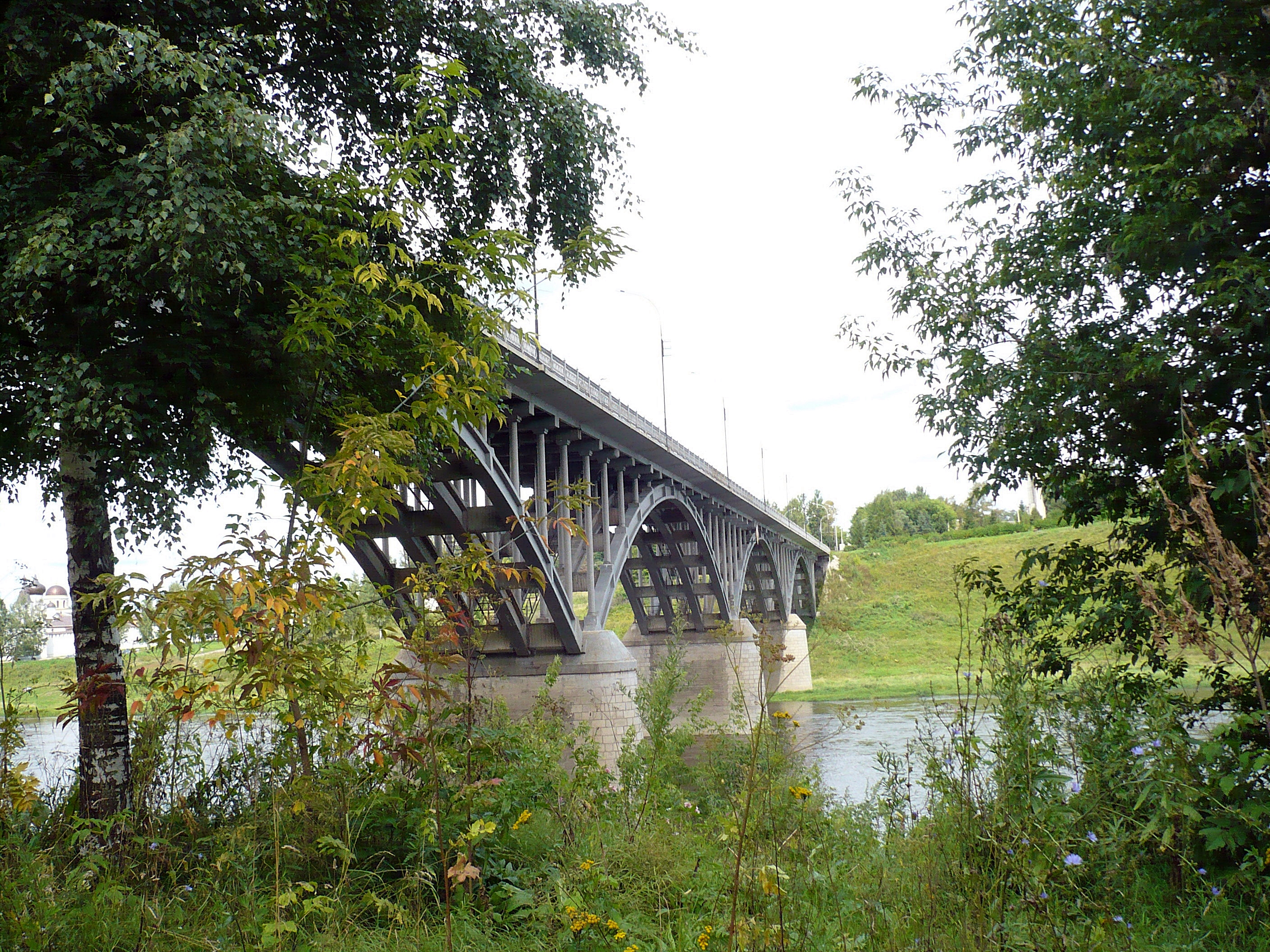
Een brug over de Wolga
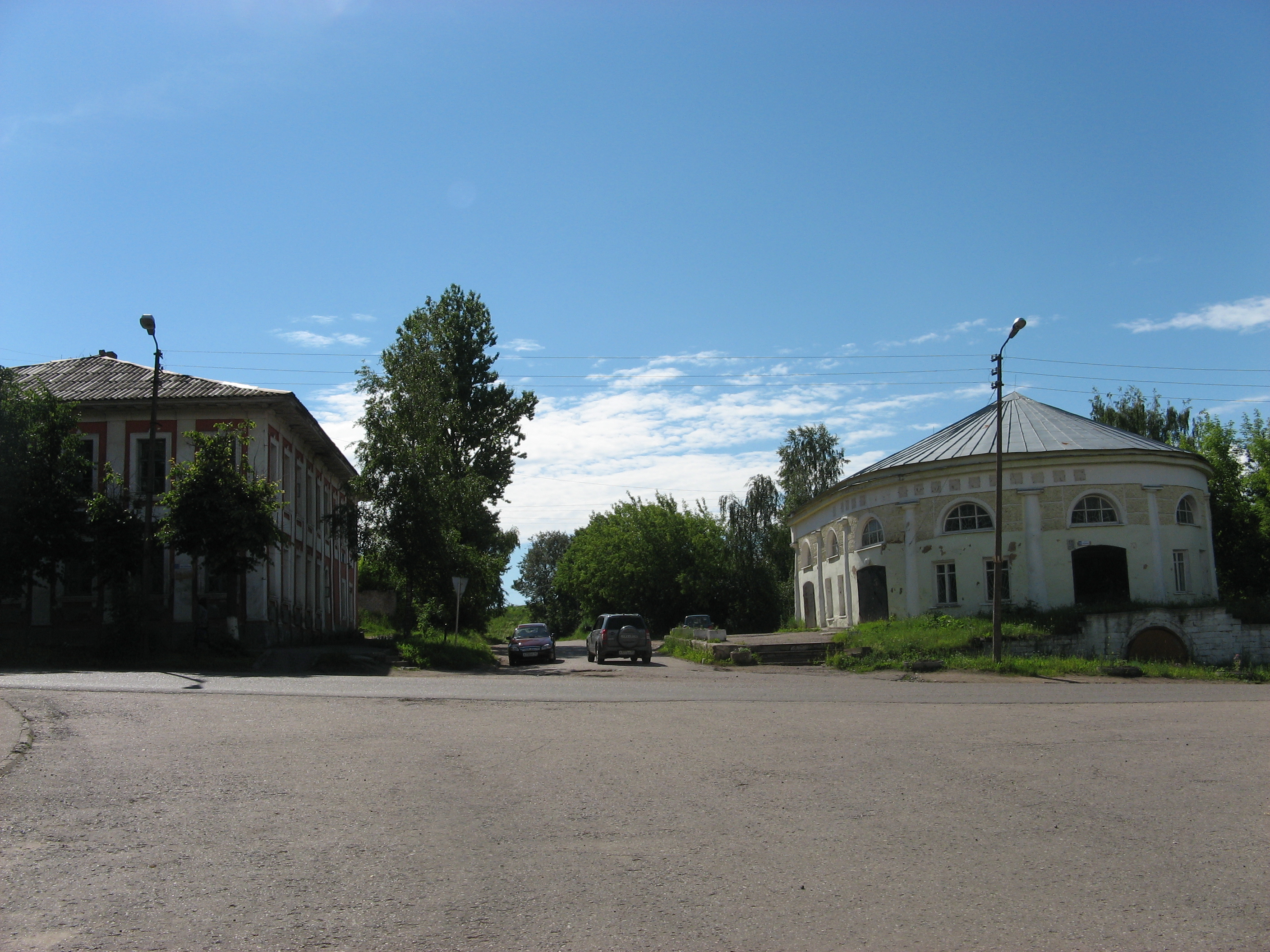
Een plein in Staritsa
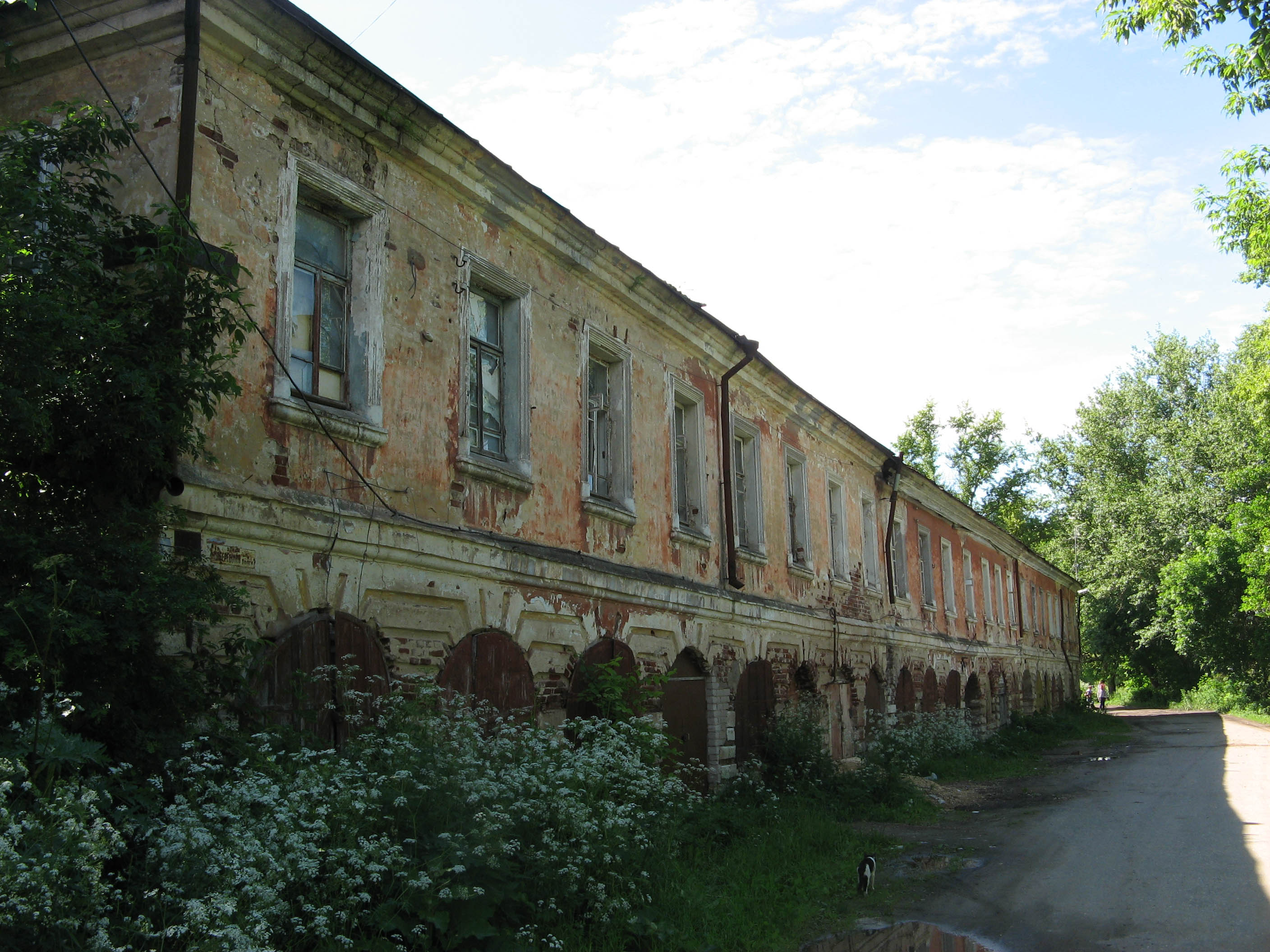
Een oud huis in Staritsa
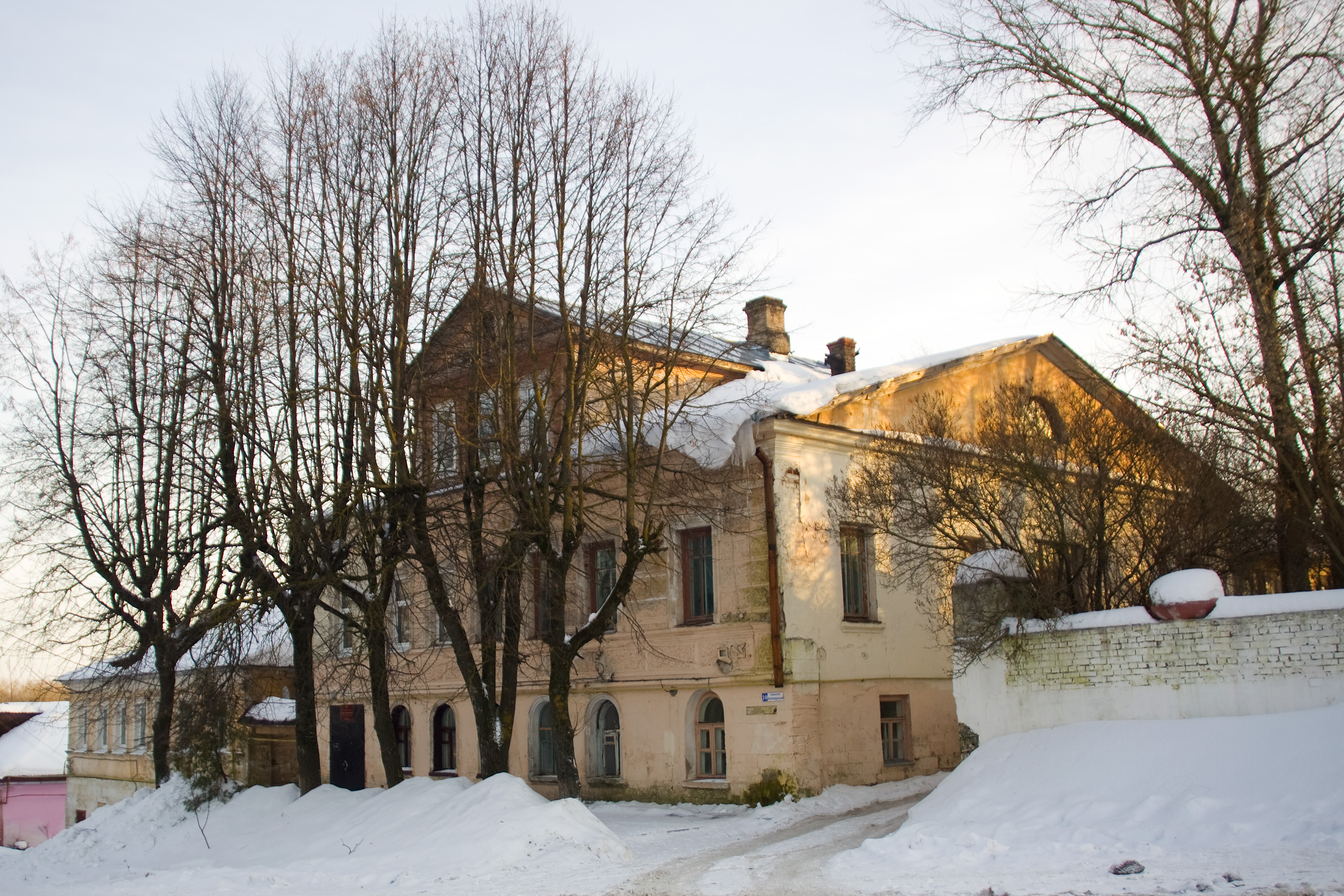
Een oud huis in Staritsa
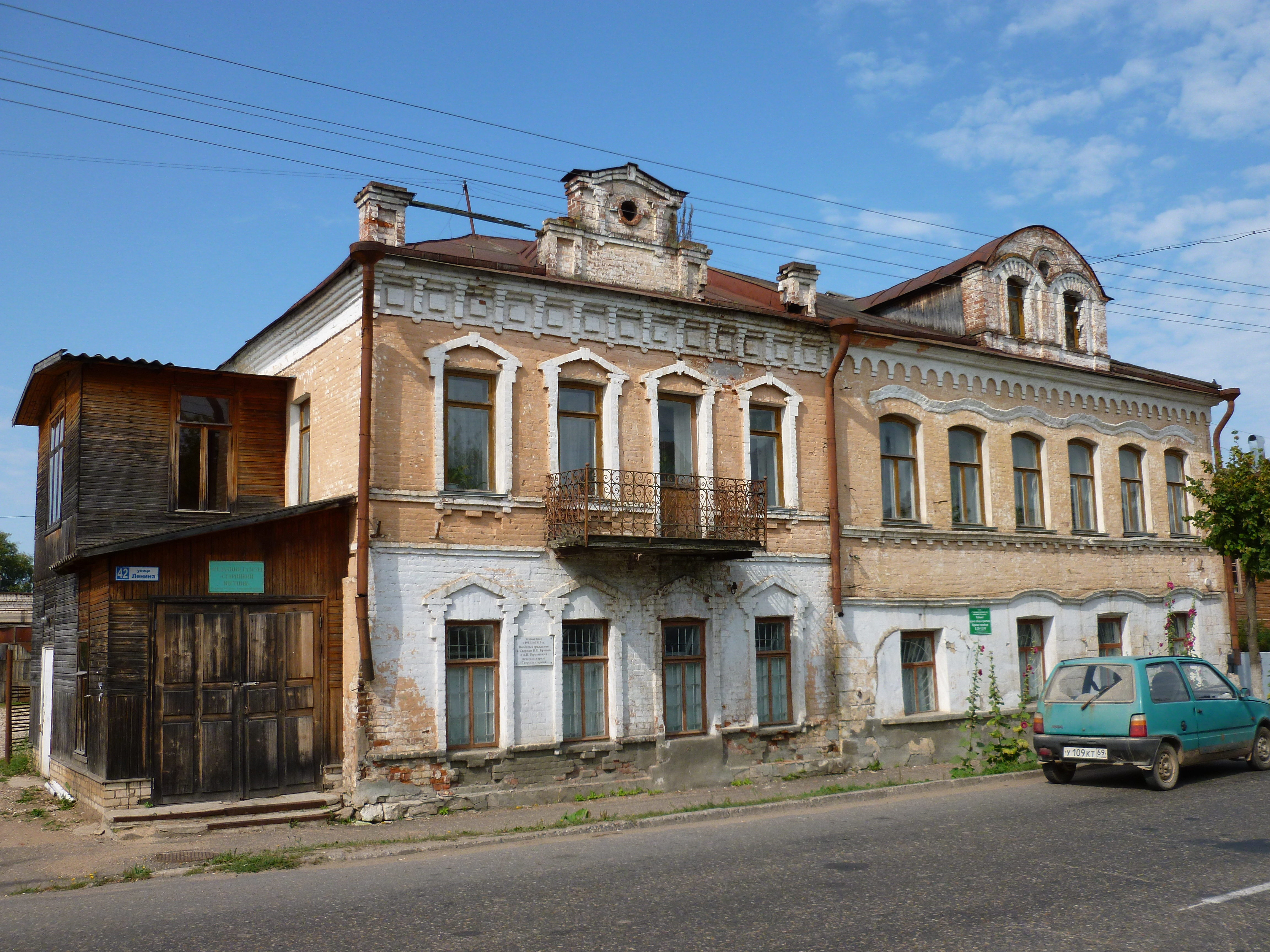
In de binnenstad
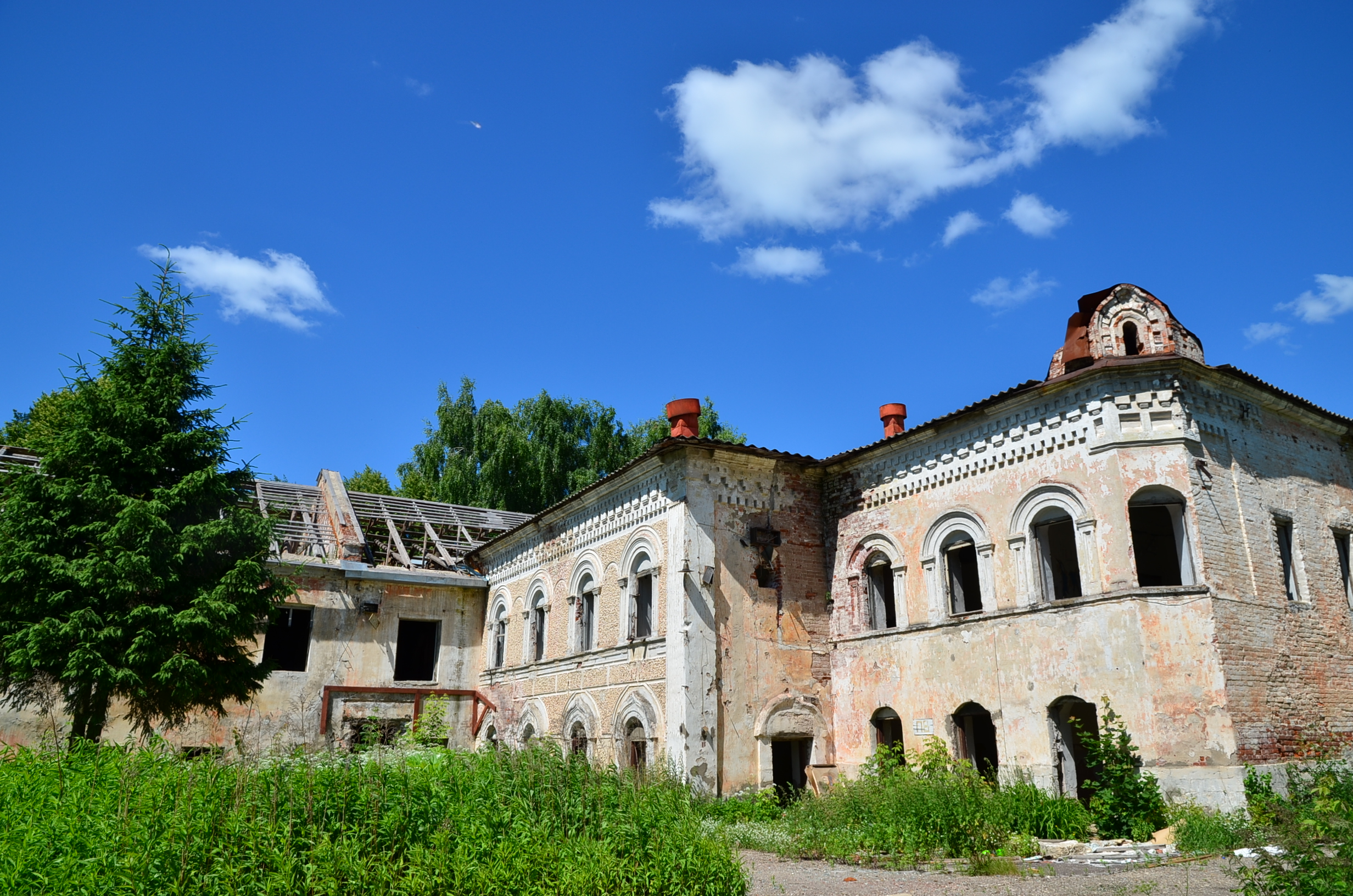
Verwoeste Kledingfabriek
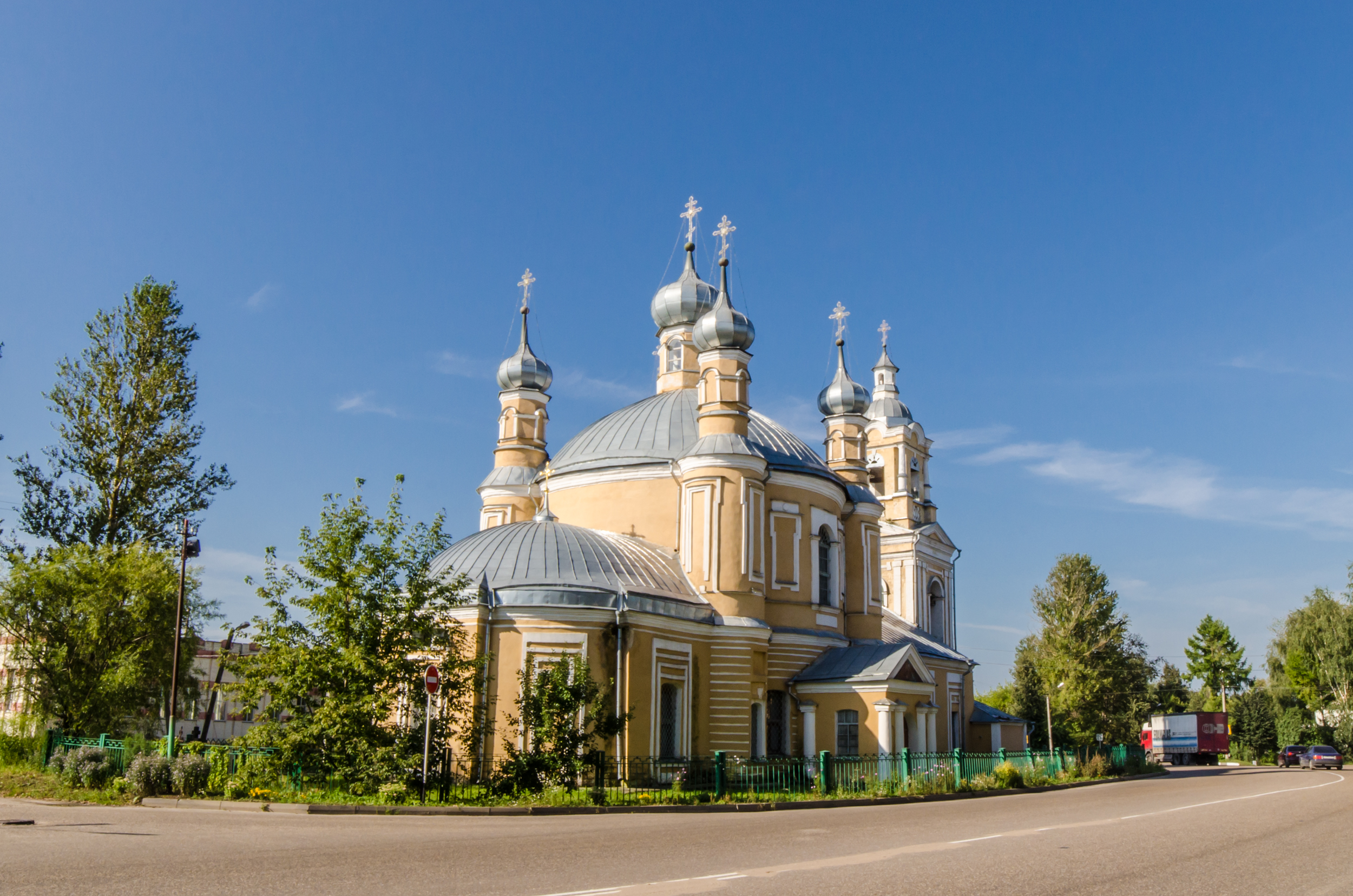
Kerk van Elias
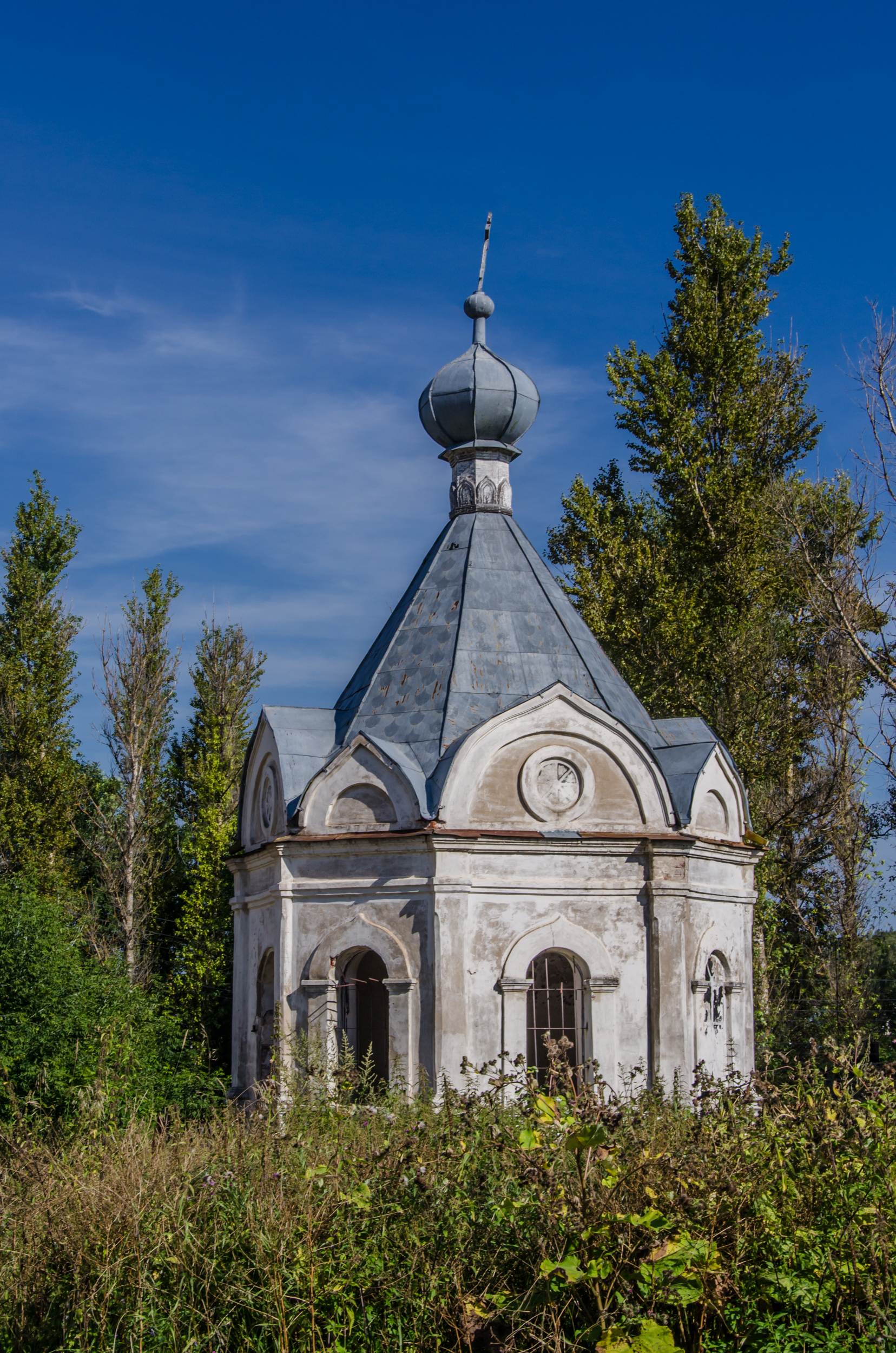
Kapel van Alexander Nevski
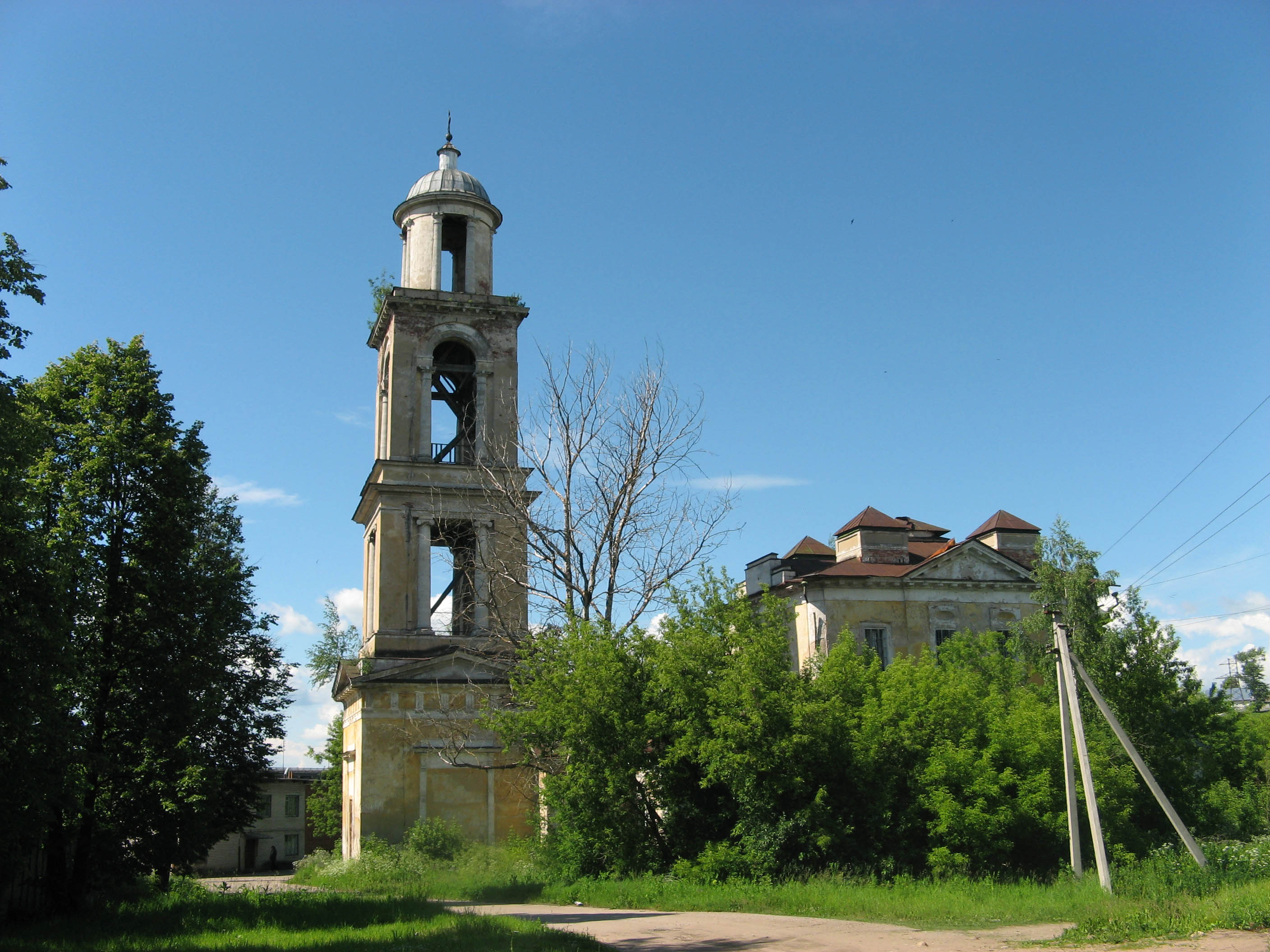
Een verwaarloosde kerk
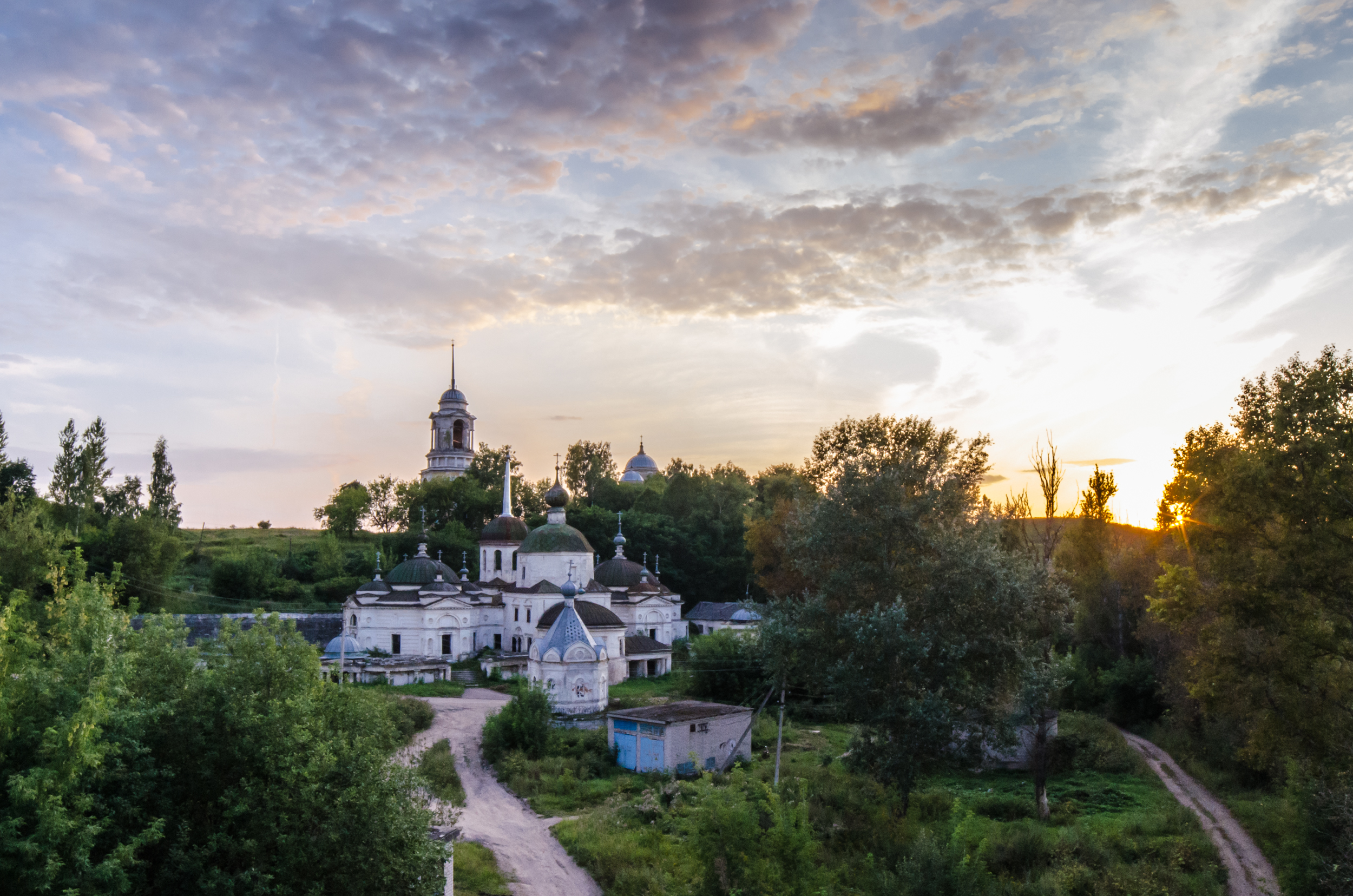
Onze Lieve Vrouwekerk
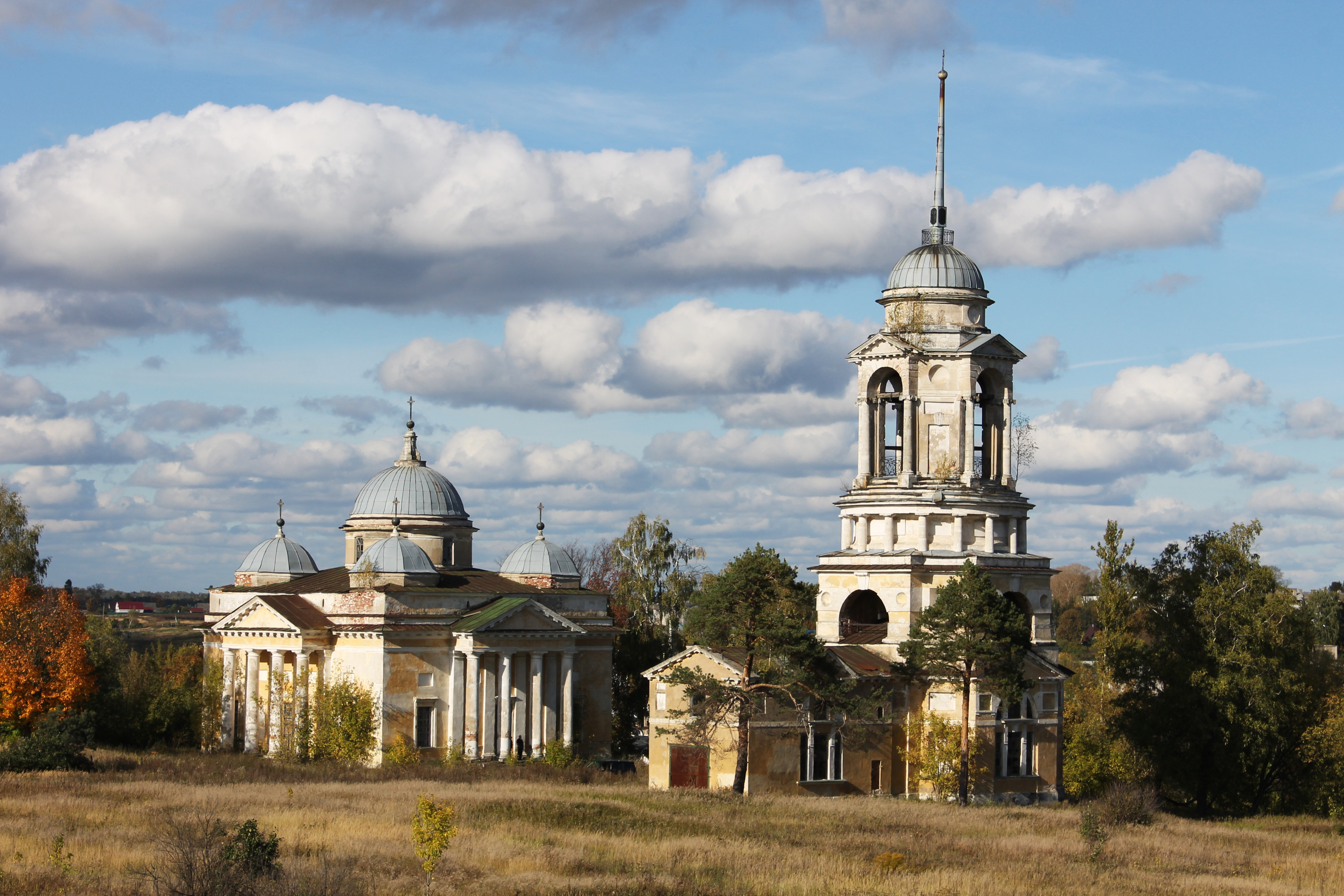
Kathedraal van Boris en Gleb
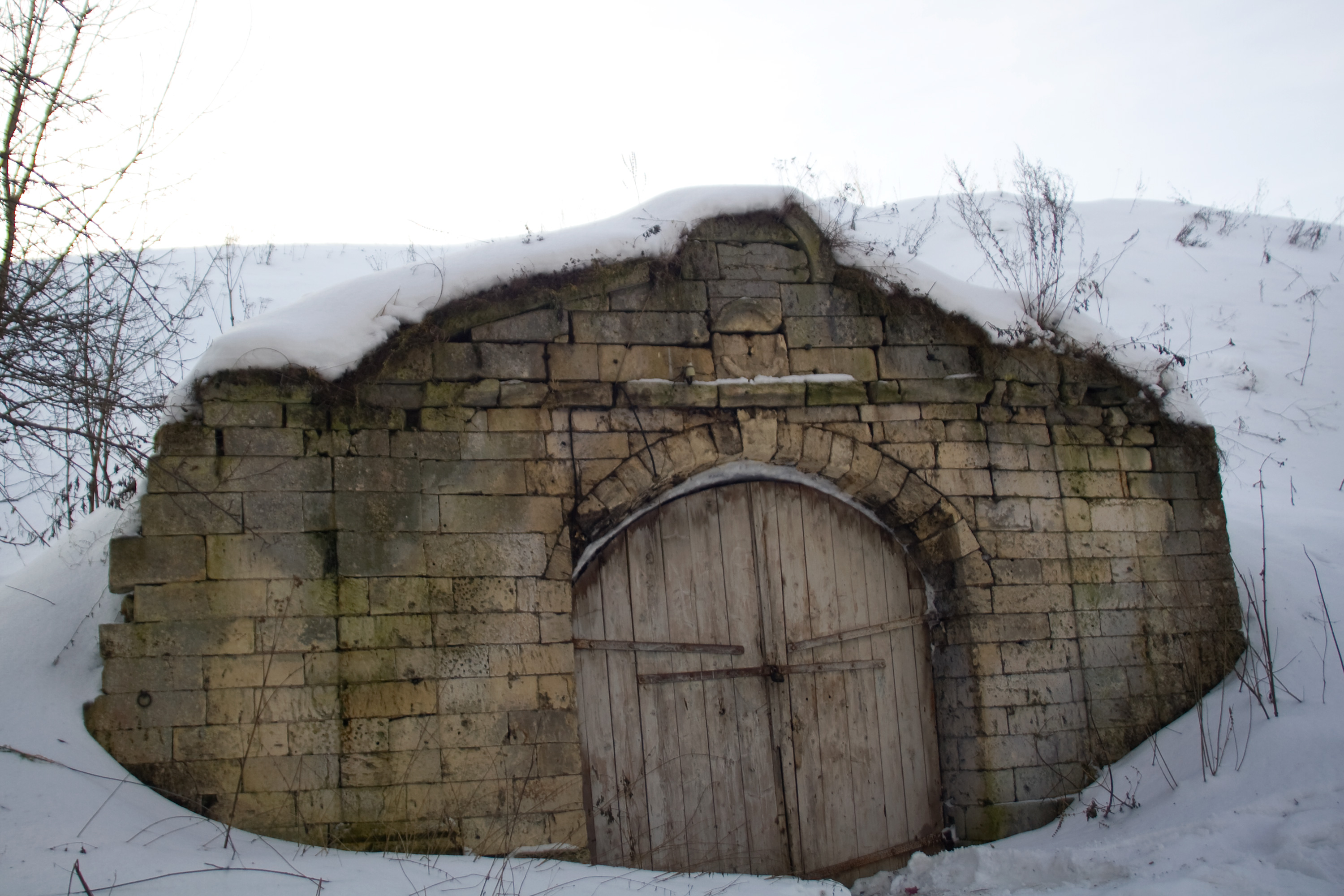
Kalksteenmijn
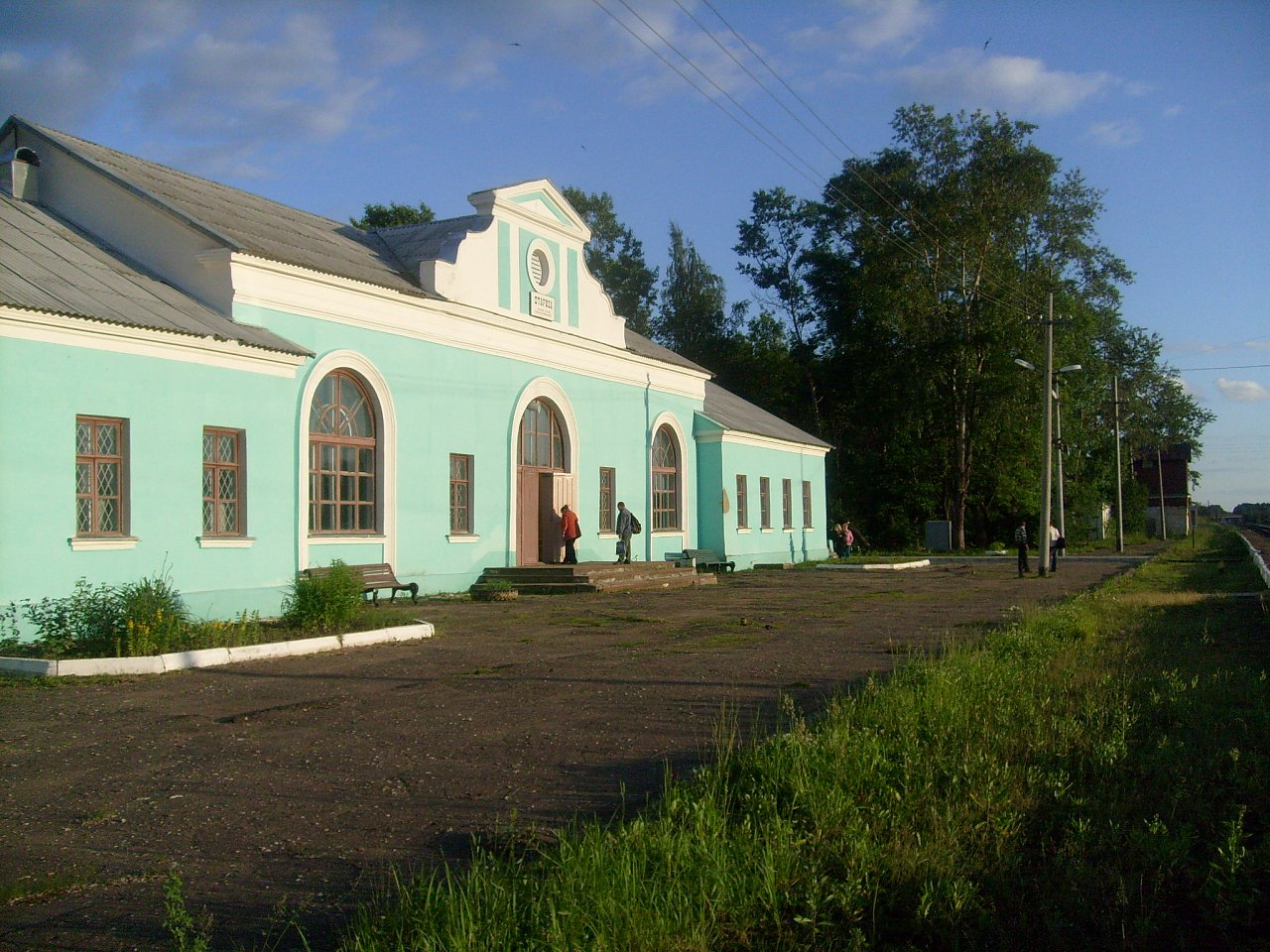
Het stationsgebouw in Staritsa

Bestuurlijk centrum: Tver 

Andreapol · Bezjetsk · Bely · Bologoje · Kasjin · Kaljazin · Kimry · Konakovo · Krasny Cholm · Koevsjinovo · Lichoslavl · Nelidovo · Oedomlja · Ostasjkov · Rzjev · Staritsa · Torzjok · Toropets · Vesjegonsk · Vysjni Volotsjok · Zapadnaja Dvina · Zoebtsov